# Chiesa di Sant'Agata (Brescia)
La chiesa di Sant'Agata è un luogo di culto cattolico di Brescia, situato all'estremità sud dell'omonimo Corsetto Sant'Agata, dove questo si incrocia con il lembo ovest di piazza della Vittoria, con la conclusione di via Fratelli Porcellaga e con l'inizio di via Dante Alighieri.
Pur essendo di dimensioni contenute, ha origini antichissime ed è fra le chiese più importanti all'interno del panorama religioso cittadino, in quanto sede di una delle più antiche parrocchie innalzate nel suburbio cittadino, fuori dalle mura. Ricostruita nel Quattrocento con linee gotiche, fu risistemata prima nel Cinquecento, poi nel Seicento e infine, più radicalmente, nel Settecento, quando le pareti interne furono completamente ricoperte di affreschi. Contiene opere scultoree e pittoriche di valore, fra cui numerosi affreschi dell'originale chiesa quattrocentesca.

## Storia
Il culto di sant'Agata, martire catanese, si diffonde in ogni regione d'Italia a partire dal V secolo circa, mantenendo un aspetto di carattere popolare: sant'Agata, tradizionalmente protettrice dal fuoco in genere, trovò infatti immediata venerazione negli innumerevoli suburbi medievali delle città italiane, dove gli incendi erano all'ordine del giorno, causati soprattutto dalle moltissime e ravvicinate strutture in legno. Fra le prime chiese costruite con intitolazione alla santa, fra l'altro, si ha proprio la chiesa di Sant'Agata dei Goti a Roma, nella Suburra, dove le numerosissime abitazioni in legno e paglia erano facilmente esca di devastanti incendi.
Allo stesso modo, una primitiva chiesa di Sant'Agata viene fondata a Brescia nel suburbio immediatamente al di fuori delle mura urbane a ovest, poste al tempo lungo il profilo degli odierni corso Zanardelli e via Dieci Giornate. L'area in questione attorniava il Cordusio, cioè la vecchia Curia ducis e Porta Bruciata, spingendosi a sud fino all'Arco Vecchio, un arco trionfale di epoca romana che si trovava sul Decumano Massimo all'altezza dell'attuale piazza Rovetta. La data di fondazione è molto incerta e le cronache del passato appaiono molto discordanti, soprattutto per via delle numerose leggende sorte sul tema: il Brognoli si mostra indeciso fra il mito che vede la chiesa fondata da Teodolinda e quello che la vuole invece fondata da Rodelinda, regina dei Longobardi durante il VII secolo. Fè d'Ostiani, invece, si indigna solamente del fatto che circa la nascita di una chiesa tanto importante esistano solo miti e leggende, mentre l'Odorici mostra di accettare le ipotesi del Brognoli nella prima edizione delle sue cronache e di rifiutarle nella seconda. In ogni caso, stando a studi più recenti la fondazione della chiesa è collocabile fra il VI secolo e il VII secolo per mano dei Goti nel primo caso o dei Longobardi nel secondo. Il luogo di fondazione è il medesimo dell'edificio attuale, anche se la primitiva chiesa era forse un poco più piccola, sicuramente più corta, essendo costretta a est dal passaggio del torrente Garza, che in seguito verrà scavalcato.
La prima fonte storica sicura che nomini la chiesa risale al 1184, nella relazione dei danni del grande incendio del suburbio scoppiato in quell'anno. Il fuoco distrusse l'intera area del Cordusio, danneggiando anche le mura e la porta fortificata, che da allora e per i secoli a venire mantenne il nome di Porta Bruciata. Non era comunque il primo incendio a propagarsi nella zona, come dimostrano varie cronache fra cui quelle riguardanti la chiesa di San Giovanni. È verosimile che l'incendio abbia danneggiato, o anche distrutto, la primitiva chiesa di Sant'Agata. La ricostruzione di cui ancora oggi si vedono i frutti, però, non risalirebbe a quell'epoca, come invece credono sia l'Odorici sia Fè d'Ostiani nelle rispettive cronache: il rifacimento della chiesa oggi visibile, infatti, è di gusto gotico, che nel contesto bresciano arriverà solo nel tardo Trecento. Alla fine del XII secolo, oltretutto, l'architettura gotica era comparsa da solamente pochi anni in Francia. La chiesa, dunque, se fu danneggiata nell'incendio del 1184, fu sì riparata, ma la ricostruzione attualmente visibile è da collocarsi molto dopo, almeno alla fine del XV secolo, quando nel contesto bresciano erano ancora in uso le tecniche costruttive gotiche.
Nel corso del Duecento la chiesa viene elevata a parrocchia, diventando così la più antica parrocchia suburbana della città di Brescia insieme a quella della chiesa di San Giovanni, antecedente di un secolo: l'estensione territoriale era molto vasta e arrivava a includere a sud le frazioni di Verziano e delle Fornaci. Tale situazione non dura comunque a lungo: già nell'anno 1300, infatti, è elevata a parrocchia l'attuale collegiata dei Santi Nazaro e Celso, alla quale vengono sottoposte le aree sud e sud-ovest del Comune (situazione mantenuta quasi inalterata fino alla metà del Novecento). L'area di pertinenza a Sant'Agata rimane quella del Cordusio e la sottile striscia di abitazioni fra la parrocchia di San Giovanni a nord e quella neonata di San Nazaro a sud, in sostanza l'antico Decumano Massimo, oggi diviso fra Via Dante, Via Cairoli e Via Vantini, fino al cimitero cittadino.

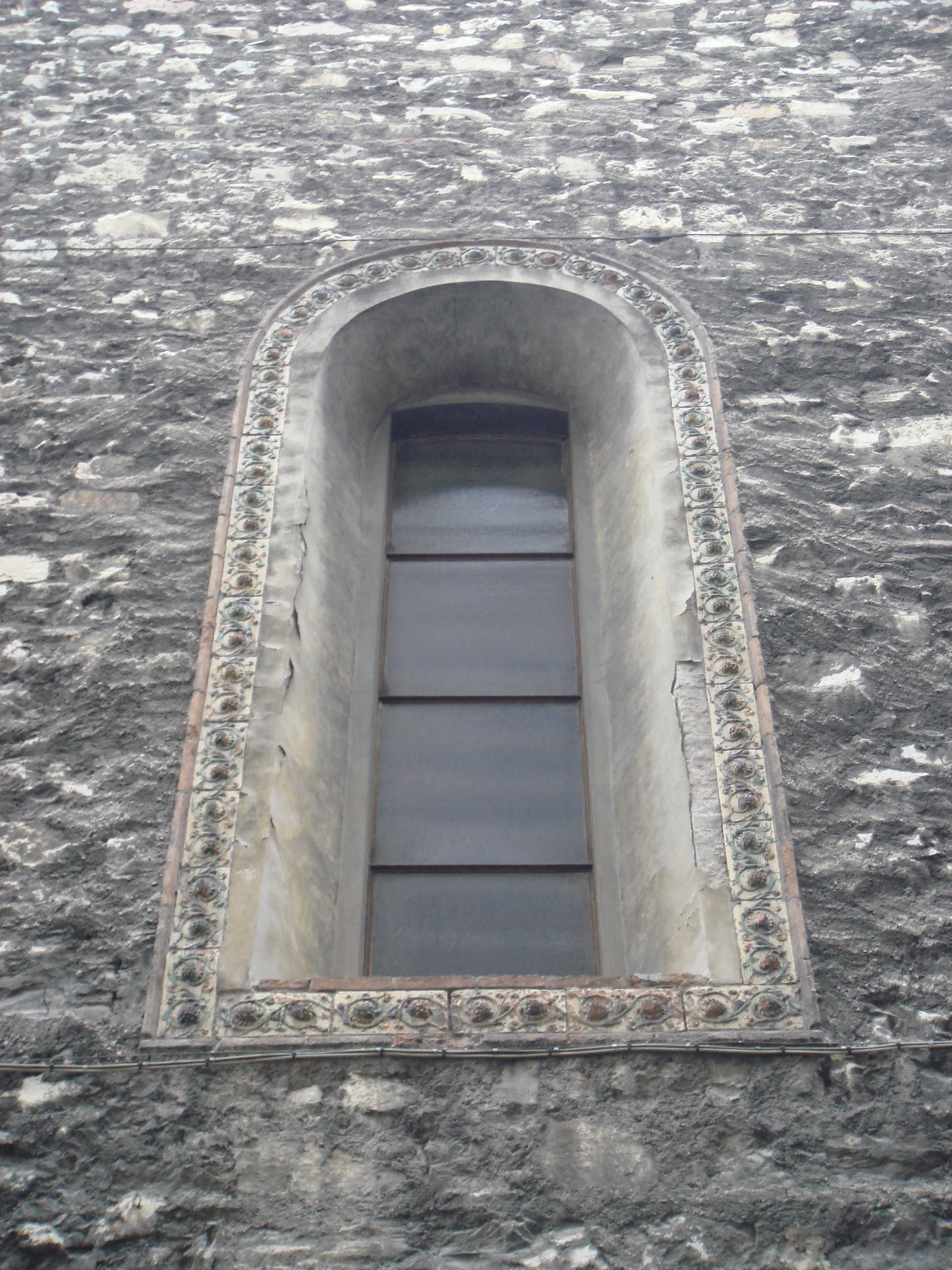
Una finestra quattrocentesca dell'abside

Nel 1438 il prevosto Giovanni Navio da Asola viene autorizzato dal Comune a costruire una nuova abside, la cui realizzazione dovette però protrarsi negli anni, visto che nel 1471 il Conte Bartolomeo Martinengo di Villachiara lasciava per testamento che fosse terminata, a spese del suo erede, la cappella magna della chiesa di Sant'Agata. È forse collocabile in questi anni la ricostruzione della chiesa con linee gotiche, in occasione del cantiere aperto dell'abside, che viene costruita scavalcando il torrente Garza. Nella nuova abside vengono aperti due finestroni oblunghi, decorati esternamente da un'elegante fascia di formelle in ceramica smaltata, ancora presenti.
All'inizio del Cinquecento l'interno comincia a subire rimaneggiamenti di gusto rinascimentale con la realizzazione degli altari laterali, veri corpi a sé stanti applicati sulla muratura interna nell'incavo formato dai pilastri gotici sporgenti e coronati in sommità da una balconata con balaustra. I lavori sono collocabili fra il 1514 e il 1524, quando la parrocchia fu amministrata dal prevosto Girolamo Cavalli di Leno, lì trasferito dalla chiesa di San Pietro in Oliveto, che lui stesso, nel primo decennio del secolo, aveva fatto ricostruire secondo i nuovi gusti dell'epoca. Lo stesso prevosto, dopo i lavori di rinnovamento, fa anche consacrare la chiesa il 19 aprile 1517 dall'arcivescovo di Lepanto, ausiliare e vicario generale del vescovo Paolo Zane. Non è detto, comunque, che sia la prima consacrazione ricevuta dalla chiesa: era infatti uso dell'epoca far riconsacrare le chiese nel caso queste avessero subito profondi rimaneggiamenti.
Il gusto gotico, sempre più urtante con l'incalzare delle forme rinascimentali, vede nel tempo una sempre maggiore occultazione: durante il Seicento le volte a crociera della navata vengono completamente affrescate da Pietro Antonio Sorisene con scenografiche architetture illusorie prospettiche, completate da tondi centrali recanti scene della vita della Madonna affrescati invece da Pompeo Ghitti. Stesso trattamento viene riservato alle pareti interne, che vengono interamente ricoperte da affreschi decorativi, sempre opera dei due pittori. Inoltre, la struttura gotica viene convertita in forme classicheggianti: i pilastri a fascio gotici reggenti gli arconi delle volte, ad esempio, vengono ritoccati con l'applicazione di capitelli corinzi e basi architettoniche. Similmente viene operato sui pilastri a sostegno dell'Arco Santo, trasformati in lesene doriche, e nel presbiterio, che viene dotato di una trabeazione al di sotto della grande volta.
Operazione più radicale viene operata nel corso del Settecento, con la costruzione della grande cappella del Santissimo Sacramento e la realizzazione del portale d'ingresso alla chiesa. Nella seconda metà dell'Ottocento la cappella del Santissimo Sacramento viene completata e viene anche rifatto il pavimento della chiesa, seppellendo nel sottosuolo le decine e decine di pietre tombali e iscrizioni che segnavano i sepolcri delle più importanti famiglie della parrocchia.
Durante il Novecento l'errore viene parzialmente riparato, rifacendo una seconda volta il pavimento e riportando in superficie le pietre tombali più importanti o artistiche. Nello stesso periodo viene costruita la nuova sacrestia a sud, trasformando quella precedente a nord nella cappella del Crocifisso. I coevi lavori di restauro, oltretutto, riportano alla luce il grandioso ciclo di affreschi quattrocentesco dell'abside, che ancora oggi domina la parete di fondo.

## Struttura
Come già accennato, la chiesa di Sant'Agata si presenta in uno stretto connubio di due stili architettonici principali: il gotico nella struttura muraria interna, con pilastri a fascio, archi a sesto acuto e volte a crociera, e il barocco seicentesco nel rivestimento decorativo che ricopre completamente le pareti interne. A questi due stili, comunque, si affiancano anche il rinascimentale degli altari laterali e il più spinto barocco settecentesco nella cappella del Santissimo Sacramento, fra l'altro completata nell'Ottocento e quindi decorata anche da elementi di quell'epoca. Un simile "palinsesto artistico" si trova anche all'esterno, con elementi gotici affiancati al portale barocco. La chiesa, dunque, mostra chiaramente, con una ben visibile stratigrafia, i vari interventi e rimaneggiamenti che l'hanno interessata nel corso dei secoli, fra i quali nessuno, fortunatamente, è stato così radicale o distruttivo da cancellare le forme e gli stili precedenti, cosa invece accaduta in molti altri luoghi di culto cittadini.

### Esterno

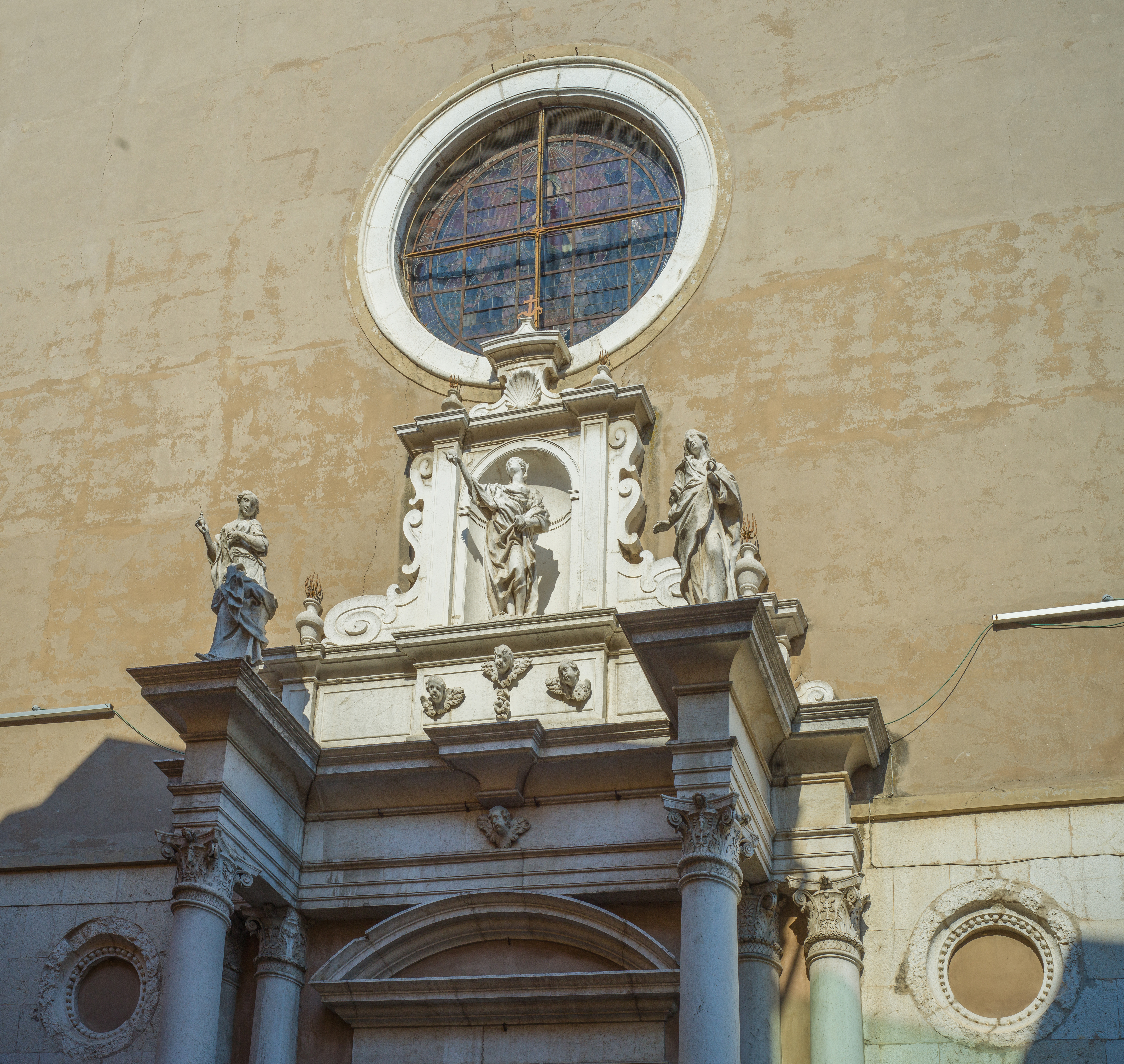
Portale con statue di Sant'Agata al centro, Santa Lucia e Sant'Apollonia ai lati, opera di Antonio Calegari.

Esternamente, la chiesa è visibile quasi del tutto, tranne che i lati nord della navata e dell'abside, ai quali sono addossati degli edifici residenziali di epoca medievale. Le linee generali sono estremamente semplici: la facciata è a capanna, retta da uno zoccolo in marmo alto più di sei metri nel quale si aprono, ai lati del portale, due oculi ciechi, chiusi durante i rifacimenti cinquecenteschi, con margine decorato da un giro di ovuli. Fra di essi si trova appunto il portale di epoca barocca, comunque di gusto classicheggiante, costituito da due colonne libere e quattro semicolonne, il tutto poggiante su alti plinti decorati e reggente un'alta trabeazione. Il portale è sormontato dalle statue di Sant'Agata al centro e Santa Lucia e Sant'Apollonia ai lati, opera di Antonio Calegari. Le tre sante, alle quali è dedicata la chiesa, reggono ciascuna il simbolo del proprio martirio. Al di sopra del portale, invece, è posto un grande oculo centrale, residuo della ricostruzione gotica. Il fianco della navata è composto da una muratura di pietre appena squadrate, dalla quale sporgono i due contrafforti delle volte interne e i tre finestroni. Nella stessa fattura è realizzata l'abside, sulla quale si aprono i due alti finestroni decorati da una fascia di formelle in ceramica smaltata, quattrocentesche. Sulla linea di sottotetto è invece posta una pregevole fascia in cotto ad archetti trilobati decorati da foglie e teste di leone. Sul fianco sud dell'abside, inoltre, è visibile a terra un arco di marmo che anticamente costituiva lo sbocco del torrente Garza, sopra il quale era stato costruita l'abside. Deviato il torrente nel corso del Novecento, l'arco è rimasto infisso nella muratura, a testimonianza del ponticello sul quale poggiava la struttura del nuovo presbiterio gotico.

#### Il mercato dei fiori
Sul fianco sud della chiesa fu realizzato, negli anni trenta del Novecento, un portico ad archi su pilastri quadrangolari per offrire un nuovo punto di ritrovo al tradizionale Mercato dei Fiori che si svolgeva nel quartiere delle Pescherie, abbattuto in quegli anni per realizzare la Piazza della Vittoria. Il porticato si compone di sei arcate a tutto sesto in pietra scura, cromaticamente intonata al colore generale della chiesa retrostante, e nella terza arcata da sinistra è presente una pietra proveniente dal Gruppo dell'Adamello, i monti bresciani sui quali, durante la prima guerra mondiale, si era combattuto aspramente. Sopra la pietra è posta un'iscrizione a ricordo dei caduti di quelle battaglie. Originariamente, inoltre, il portico era accessibile all'interno: oggigiorno, difatti, tutte le arcate risultano cieche, mentre all'epoca della realizzazione erano chiuse solamente l'arcata con il monumento e le due adiacenti. Nel dopoguerra il portico è stato interamente chiuso per permettere l'apertura di negozi al suo interno.

### Interno

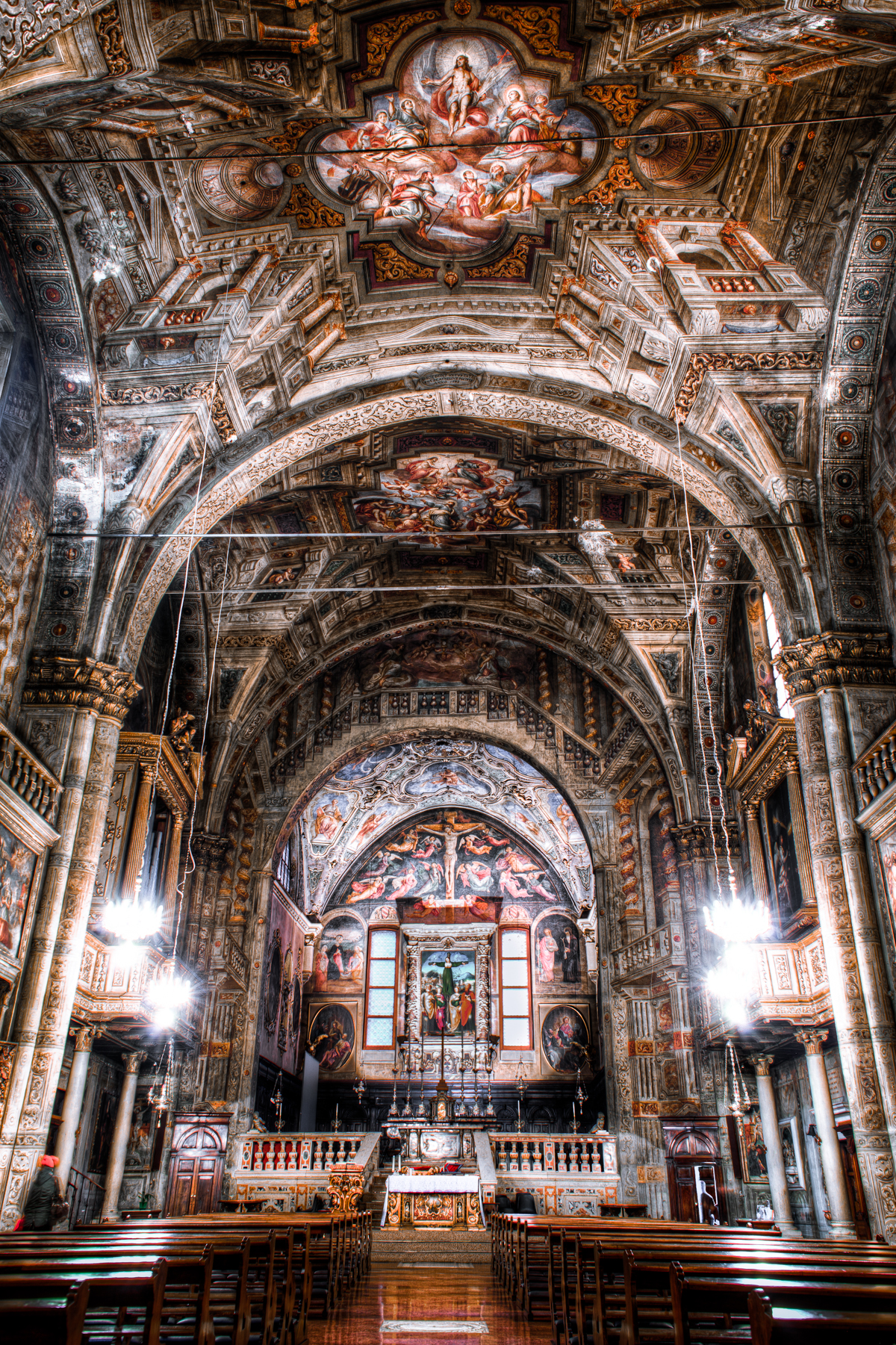
Interno della chiesa di Sant'Agata, dalla prospettiva risulta evidente la planimetria visibilmente storta.

All'interno, la fitta comunione dei successivi stili e epoche architettoniche che hanno rimaneggiato la chiesa è molto più visibile rispetto all'esterno della chiesa, dove già si hanno degli assaggi. Caratteristica della chiesa di Sant'Agata è quella di essere molto elevata sul piano stradale: il portale esterno conta già ben dieci gradini, mentre il presbiterio è sopraelevato rispetto alla navata di altri nove, mediante una scalinata. Altra particolarità dell'interno della chiesa è la sua planimetria visibilmente storta: il presbiterio, infatti, è leggermente piegato verso sud, verso destra guardandolo dall'interno. È verosimile ricondurre il tutto alle difficoltose e spesso imprecise tecniche costruttive medievali, ma numerose fonti ritengono che si tratti di una caratteristica del simbolismo architettonico gotico, con la quale si vorrebbe rievocare in tale pianta asimmetrica la postura del capo reclinato di Cristo sulla croce.
La chiesa si sviluppa su una pianta a navata unica, sul fondo della quale, mediante la scalinata prima citata, si accede al presbiterio sopraelevato e all'annessa abside a fondo piatto. La navata è coperta da tre volte a crociera in successione, rette da grandi archi a sesto acuto di ampiezza pari a quella della navata e impostati su dei pilastri a fascio contro le pareti, decorati in epoca barocca da capitelli corinzi e relative basi architettoniche e trasformati così in pseudo-lesene. Dagli stessi pilastri hanno origine simili archi a sesto acuto che si sviluppano però lungo il muro perimetrale, generando degli incavi fra pilastro e pilastro dentro i quali, in epoca cinquecentesca, sono stati posti i vari altari laterali in stile rinascimentale. Gli stessi altari, oltretutto, presentano in sommità una balconata praticabile con balaustra, tutte poste alla stessa altezza, quasi a ricordo di un matroneo. Della stessa epoca è anche la grande struttura a tre arcate posta in controfacciata. Il presbiterio è, allo stesso modo, coperto da una volta a crociera e, similmente alla navata, anche qui il rifacimento barocco ha operato convertendo gli archetti pensili d'angolo di sostegno alla volta in curiosi pilastrini corinzi, quasi sospesi sulla muratura, a loro volta reggenti una coeva trabeazione che corre lungo le pareti laterali del presbiterio.

### Organo a canne
Sulla cantoria in Cornu Evangelii, situata sulla parete sinistra del presbiterio, vi è l'organo Bianchetti-Frigerio, costruito nel 1915 e restaurato nel 1930 in sostituzione di un organo più antico di cui furono riutilizzate alcune canne e la cassa. La mostra, incorniciata fra due robuste colonne corinzie dorate che sorreggono un timpano triangolare, è costituita da tre cuspidi maggiori di canne del registro "principale 16'" e altre due più piccole dietro ad esse. L'organo è a trasmissione pneumatica ed ha due tastiere di 58 tasti ciascuna e una pedaliera di 27 note reali.

## Opere
La chiesa di Sant'Agata contiene un ricco patrimonio di opere d'arte, risalenti alle varie epoche che operarono lavori o rifacimenti al suo interno. La prima opera da segnalare è la stessa decorazione parietale interna dell'edificio. Come già accennato, ogni superficie interna della chiesa è stata affrescata in epoca seicentesca da Pietro Antonio Sorisene, in particolare realizzando le scenografiche architetture illusorie prospettiche nelle tre volte della navata, completate da tondi centrali recanti scene della vita della Madonna, affrescati invece da Pompeo Ghitti. In particolare, i tre tondi raffigurano, in successione dall'ingresso al presbiterio, le scene dell'Assunzione della Vergine, Ascensione di Cristo e Incoronazione della Madonna.
All'altare maggiore si trova la Pala di Sant'Agata di Francesco Prata da Caravaggio.
Al primo altare destro si trova il polittico della Madonna della Misericordia, con tavole di Paolo da Caylina il Giovane, bottega del Romanino e Gaetano Cresseri.

Controfacciata.
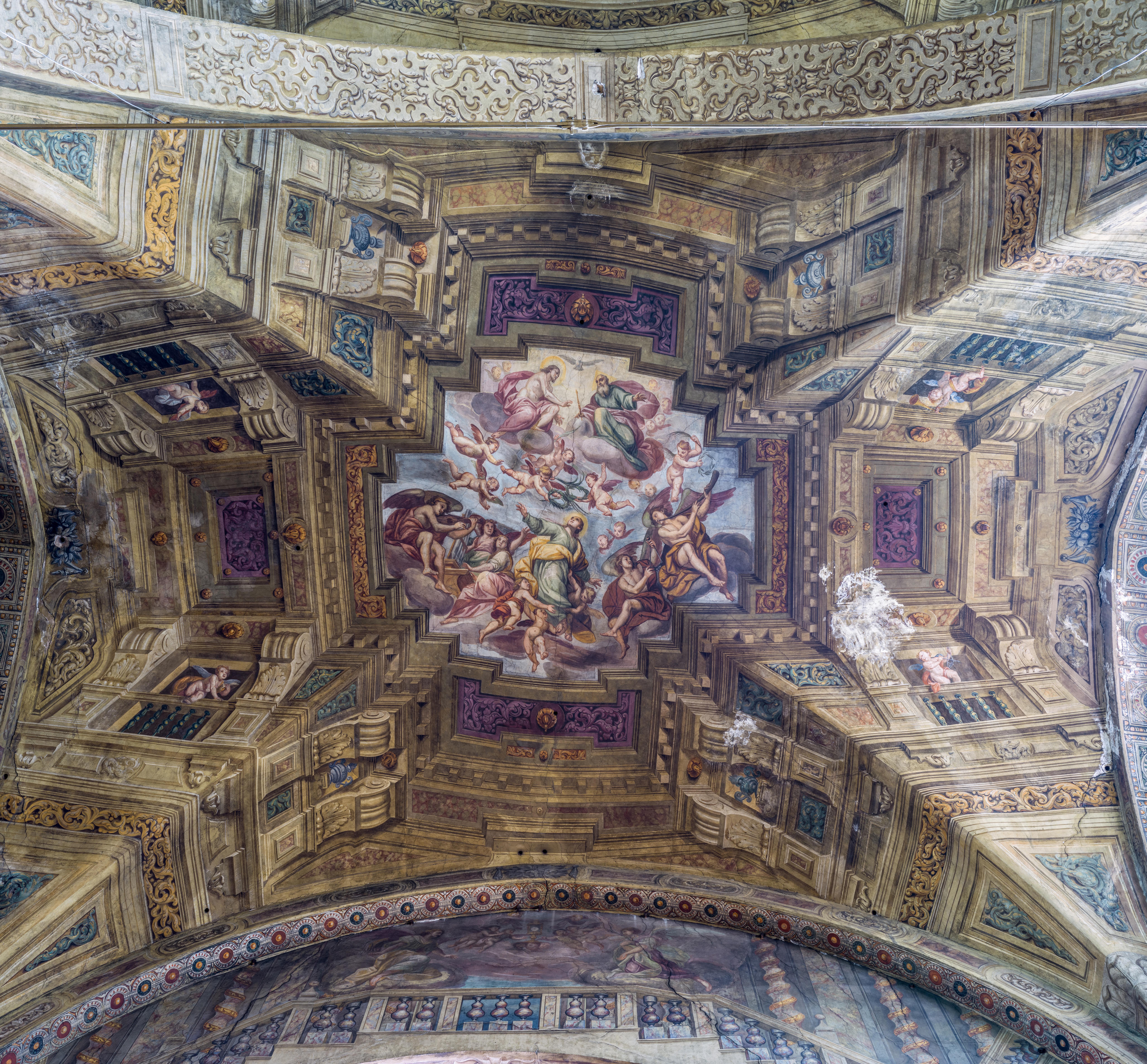
Volta all'ingresso con assunzione di Santa Cecilia.
L'altare maggiore con la pala del martirio di Sant'Agata.
Volta a crociera del presbiterio.
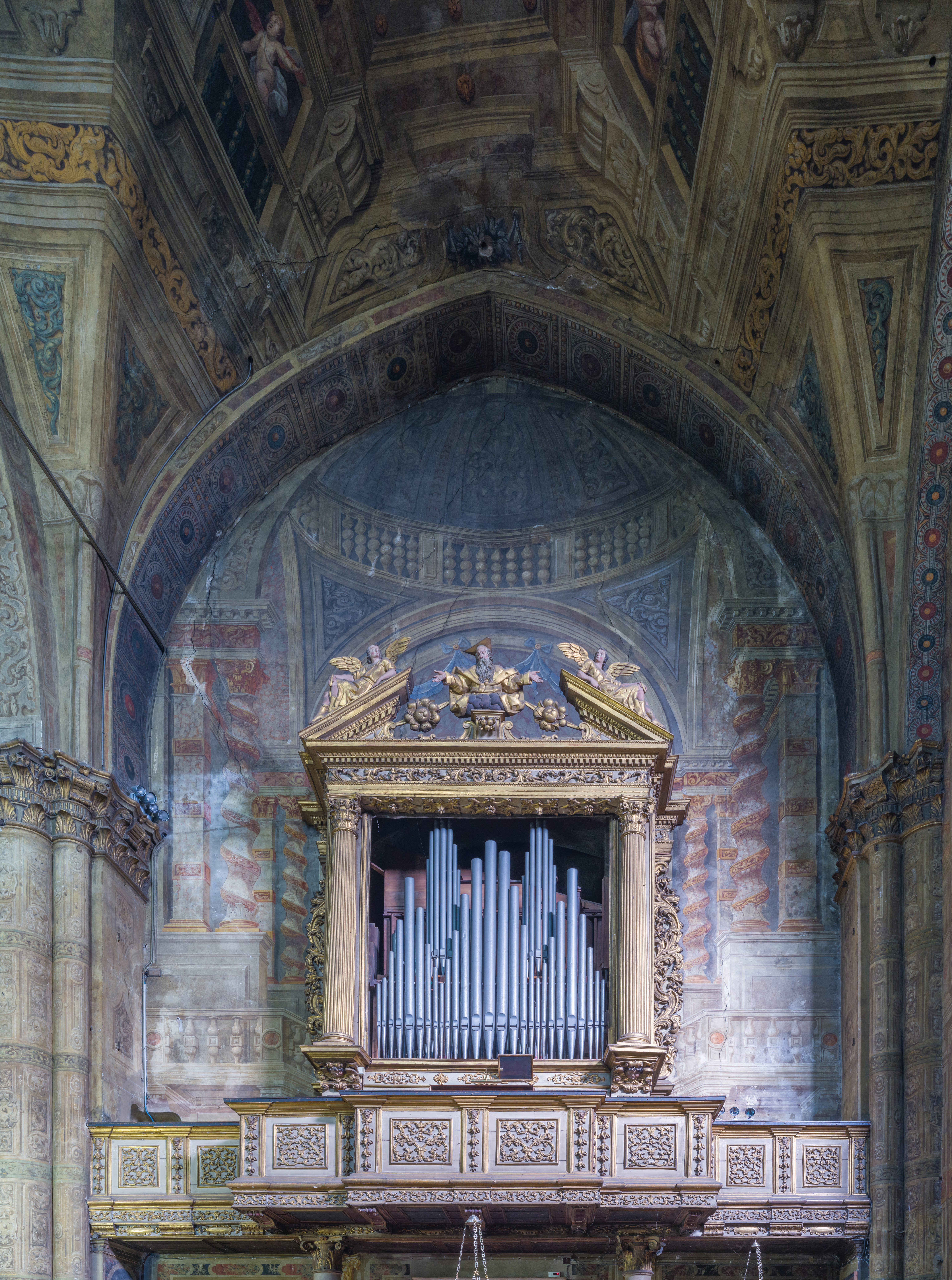
Cantoria e organo.
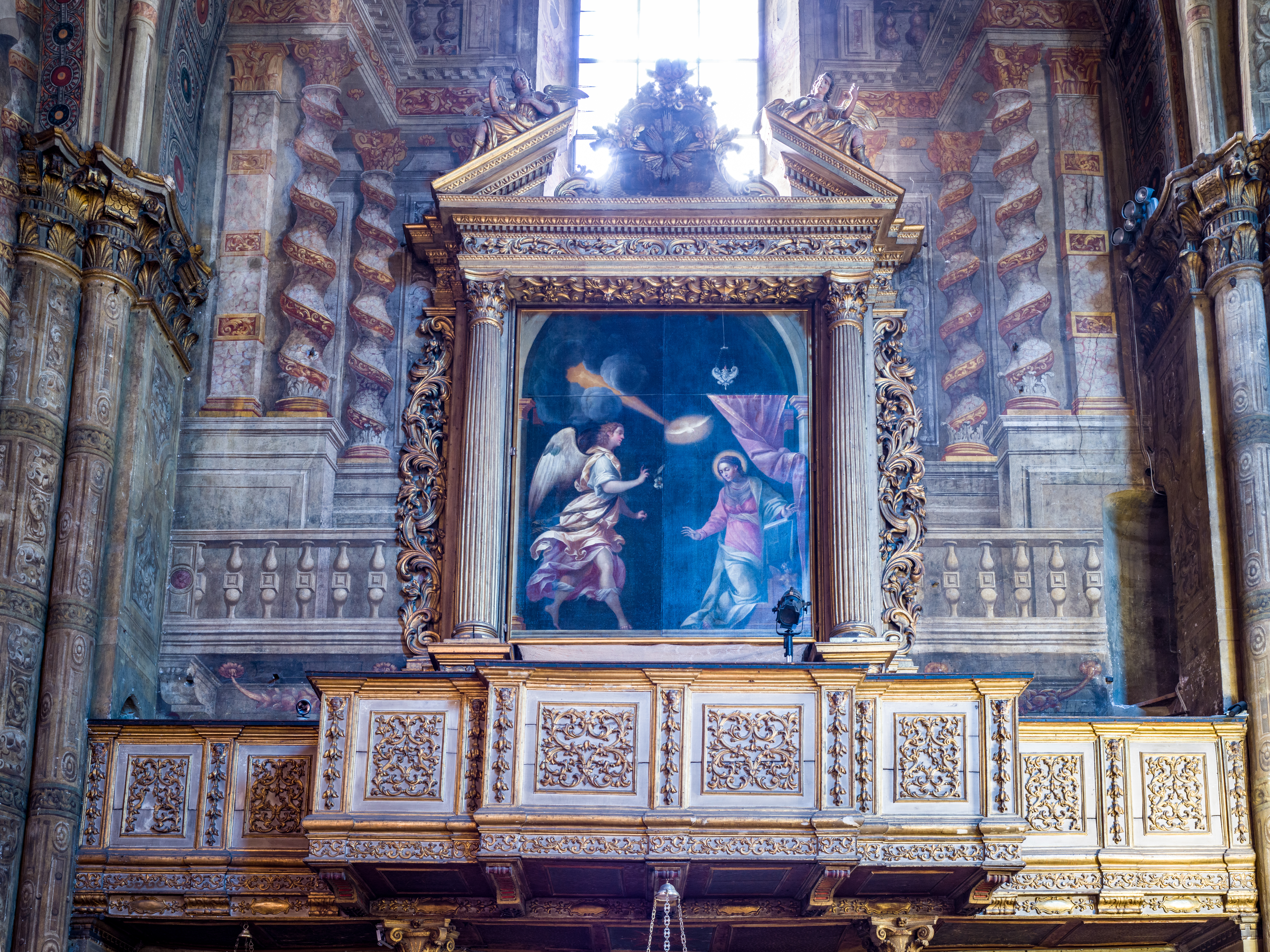
Cantoria con l'Annunciazione di Ottavio Amigoni

### La cappella del Santissimo Sacramento
Situata al centro della fiancata sud della chiesa, è stata costruita a partire dalla metà del XVI secolo e, dopo un radicale rifacimento settecentesco, è stata ancora rimaneggiata nell'Ottocento da Antonio Tagliaferri che ha conferito la disposizione attuale delle statue e delle tele.
L'altare, con paliotto intarsiato da Domenico Corbarelli, è decorato dalla Vergine addolorata e Cristo morto di Antonio Balestra come pala dell'altare, mentre altre tele sono opera di Giovanni Antonio Pellegrini e Giuseppe Tortelli. Vi è inoltre una statua di Santo Calegari il Vecchio raffigurante la Carità, specchiata a una Fede di ignota attribuzione.